# وصفة
الوصفة، هي مجموعة من التعليمات التي تصف كيفية تحضير شيء ما، خاصة وصفات الطعام. كما تستخدم طبياً في نطاق دواء الوصفات؛ حيث تبدأ الوصفة من طرف الطبيب عادةً ويرمز لها اختصاراً Rx.

## أمثلة قديمة

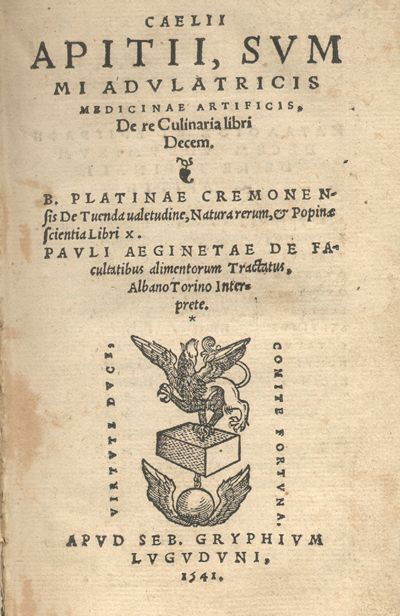
Apicius, De re culinaria، مجموعة من الوصفات القديمة.

يعود أقدم تاريخ معروف للوصفات لعام 1600 قبل الميلاد تقريباً وهي عبارة عن قرص باللغة الأكدية من منطقة بلاد بابل الجنوبية. ثمة وصفات مصرية قديمة مكتوبة بالهيرغليفية تصف إعداد أطباق طعام.
كما أن العديد من الوصفات اليونانية القديمة معروفة. منها كتاب Mithaecus للطبخ وهو أقدمها، لكن معظمها قد ضاع. يذكر أثينايوس العديد من كتب الطبخ منها التي فقد معظمها.
أما الوصفات الرومانية فالمعروف منها يعود للقرن الثاني قبل الميلاد مع كتاب كاتو الأكبر "De Agri Cultura". كما وصف العديد من المؤلفين في تلك الفترة الطبخ في منطقة شرق البحر المتوسط باللغتين اليونانية واللاتينية. كما تعرف بعض وصفات بونيقيون بترجمة يونانية ولاتينية.